# Kunów (Wrocław)
Pour les articles homonymes, voir Kunów (homonymie).
Kunów est une localité polonaise de la gmina de Sobótka, située dans le powiat de Wrocław en voïvodie de Basse-Silésie.